# (17040) Almeida
(17040) Almeida est un astéroïde de la ceinture principale.

## Description
(17040) Almeida est un astéroïde de la ceinture principale. Il fut découvert le 19 mars 1999 à Socorro (Nouveau-Mexique) par LINEAR. Il présente une orbite caractérisée par un demi-grand axe de 2,32 UA, une excentricité de 0,03 et une inclinaison de 4,3° par rapport à l'écliptique.

## Compléments